# Deutschland Cup 2015
26. ročník hokejového turnaje Deutschland Cup se konal od 6. do 8. listopadu 2015 v Augsburgu. Vyhrála jej hokejová reprezentace Německa.

## Účastníci turnaje
- USA
- Slovensko
- Švýcarsko
- Německo

## Výsledky
| 6. listopadu 2015 16:00 | USA | 1:0 (0:0, 1:0, 0:0) | Slovensko | Curt Frenzel Stadium, Augsburg Návštěvnost: 4 258 |  |

| Přehled            |
| 23:31 Ben Hanowski |

| 6. listopadu 2015 19:30 | Německo | 2:3 (1:0, 0:2, 1:1) | Švýcarsko | Curt Frenzel Stadium, Augsburg Návštěvnost: 4 258 |  |

| Přehled                                |                                        |  |                                                                |
| 17:58 Philip Gogulla 48:19 Daryl Boyle | 17:58 Philip Gogulla 48:19 Daryl Boyle |  | 24:52 Simon Moser 30:00 Grégory Hofmann 51:50 Linio Martschini |

| 7. listopadu 2015 14:00 | Švýcarsko | 4:5 P (0:0, 3:1, 1:3, 0:1) | USA | Curt Frenzel Stadium, Augsburg Návštěvnost: 4 739 |  |

| Přehled                                                                            |                                                                                    |  |                                                                                               |
| 25:45 Luca Cunti 33:26 Grégory Hofmann 34:37 Lino Martschini 42:13 Grégory Hofmann | 25:45 Luca Cunti 33:26 Grégory Hofmann 34:37 Lino Martschini 42:13 Grégory Hofmann |  | 24:50 Jim Slater 43:49 Adam Burish 52:13 Ben Hanowski 52:40 Casey Wellmann 62:56 Chad Billins |

| 7. listopadu 2015 17:30 | Německo | 4:2 (2:0, 2:0, 0:2) | Slovensko | Curt Frenzel Stadium, Augsburg Návštěvnost: 4 739 |  |

| Přehled                                                                     |                                                                             |  |                                       |
| 0:53 Brook Macek 14:07 Yasin Ehliz 24:58 Benedikt Kohl 28:11 Philip Gogulla | 0:53 Brook Macek 14:07 Yasin Ehliz 24:58 Benedikt Kohl 28:11 Philip Gogulla |  | 41:01 Martin Bakoš 57:44 Martin Réway |

| 8. listopadu 2015 13:00 | Slovensko | 4:0 (1:0, 1:0, 2:0) | Švýcarsko | Curt Frenzel Stadium, Augsburg Návštěvnost: 4 624 |  |

| Přehled Zpráva (slovensky)                                                            |
| 11:04 Andrej Šťastný 25:05 Tomáš Marcinko 42:25 Vladimír Dravecký 57:12 Eduard Šedivý |

| 8. listopadu 2015 16:45 | USA | 2:5 (0:3, 2:1, 0:1) | Německo | Curt Frenzel Stadium, Augsburg Návštěvnost: 4 624 |  |

| Přehled                             |                                     |  |                                                                                              |
| 32:08 Tim Stapleton 38:32 Ryan Stoa | 32:08 Tim Stapleton 38:32 Ryan Stoa |  | 5:22 Dominik Kahun 5:49 Patrick Hager 13:57 Philip Gogulla 33:54 David Wolf 59:11 David Wolf |

## Konečná tabulka
| Poř. | Tým       | Z | V | VP | PP | P | VG | OG | B |
| ---- | --------- | - | - | -- | -- | - | -- | -- | - |
| 1.   | Německo   | 3 | 2 | 0  | 0  | 1 | 11 | 7  | 6 |
| 2.   | USA       | 3 | 1 | 1  | 0  | 1 | 8  | 9  | 5 |
| 3.   | Švýcarsko | 3 | 1 | 0  | 1  | 1 | 7  | 11 | 4 |
| 4.   | Slovensko | 3 | 1 | 0  | 0  | 2 | 6  | 5  | 3 |

## Soupisky týmů
1.  Německo 

Brankáři: Felix Brückmann, Mathias Niederberger, Dennis Endras.

Obránci: Stephan Daschner, Daryl Boyle, Benedikt Kohl, Bernhard Ebner, Nikolai Goc, Torsten Ankert, Sinan Akdağ, Moritz Müller.

Útočníci: Jerome Flaake, Brooks Macek, Kai Hospelt, Nicolas Krämmer, Marcel Müller, Sebastian Uvira, Patrick Reimer, Yasin Ehliz, Patrick Hager, Felix Schütz, Dominik Kahun, Leonhard Pföderl, Daniel Pietta, Philip Gogulla, David Wolf.

Trenéři: Marco Sturm, Serge Aubin, Tobias Abstreiter, Christof Kreutzer.
2.  USA 

Brankáři: Calvin Heeter, Ryan Zapolski.

Obránci: Mike Brennann, Chad Billins, Sam Lofquist, Brian Connelly, Cade Fairchild, Matt Gilroy, Blake Kessel.

Útočníci: Tim Stapleton, Ryan Stoa, Adam Burish, Broc Little, Ben Hanowski, Bobby Butler, Steven Zalewski, Casey Wellmann, Travis Turnbull, Jim Slater, Drew LeBlanc, Terry Broadhurst.

Trenéři: Mark Osiecki, Craig Johnson.
3.  Švýcarsko 

Brankáři: Sandro Zurkirchen, Benjamin Conz.

Obránci: Alessandro Chiesa, Timo Helbling, Phil Baltisberger, Lukas Frick, Romain Loeffel, Lukas Stoop, Robin Grossmann, Larri Leeger.

Útočníci: Vincent Praplan, Luca Cunti, Gregory Hofmann, Inti Pestoni, Reto Suri, Etienne Froidevaux, Mike Künzle, Dominic Lammer, Simon Moser, Jason Fuchs, Lino Martschini, Julian Walker, Killian Mottet.

Trenéři: John Fust, Thierry Paterlini.
4.  Slovensko 

Brankáři: Michal Dzubina, Samuel Baroš.

Obránci: Adam Jánošík, Patrik Luža, Eduard Šedivý, Martin Štajnoch, Ján Brejčák, Milan Jurčina, Marek Ďaloga, Michal Čajkovský, Oldrich Kotvan.

Útočníci: Martin Réway, Roman Kukumberg, Michel Miklík, Tomáš Zigo, Vladimír Dravecký, Miroslav Preisinger, Patrik Lušňák, Adrej Šťastný, Marek Bartánus, Tomáš Marcinko, Tomáš Hrnka, Pavol Skalický, Martin Bakoš, Michal Hlinka.

Trenéři: Zdeno Cíger, Miroslav Miklošovič.